# Betacarotè
El betacarotè o β-carotè és un pigment de color taronja-roig que és abundant en les plantes i els fruits. És un compost orgànic i químicament està classificat com un hidrocarbur i específicament com un terpenoide (isoprenoide), reflectint que deriva d'unitats de l'isoprè. El β-carotè es biosintetitza a partir del pirofosfat de geranil.
És un membre dels carotens, els quals són tetraterpens, sintetitzats bioquímicament per 8 unitats d'isoprè i, per tant, té 40 carbonis. D'entre la classe general dels carotens el β-carotè es distingeix per tenir anells beta de carotè als dos extrems de la molècula. L'absorció del betacarotè s'incrementa si es mengen greixos, ja que els carotens són liposolubles.
El carotè es troba típicament, per exemple, en la pastanaga. Quan es fa servir com colorant alimentari té el codi E E160a.
.p119 La seva estructura va ser deduïda per Karrer et al. el 1930. En la natura el β-carotè és el precursor (forma inactiva) de la vitamina A via l'acció del betacarotè 15,15'-monooxigenasa.